# Virginia Slims of Washington 1972 - Doppio
Il doppio del torneo di tennis Virginia Slims of Washington 1972, facente parte del Virginia Slims Circuit 1972, ha avuto come vincitrici Wendy Overton e Val Ziegenfuss che hanno battuto in finale Judy Tegart Dalton e Françoise Dürr con il punteggio di 7–5, 6–2.

## Teste di serie
1. Rosie Casals /  Billie Jean King (primo turno)

1. Judy Tegart Dalton /  Françoise Dürr (finale)

## Tabellone

### Legenda
| - Q = Qualificato - WC = Wild card - LL = Lucky loser | - ALT = Alternate - SE = Special Exempt - PR = Protected Ranking | - w/o = Walkover - r = Ritirato - d = Squalificato |

|  | Primo turno                    | Primo turno                    | Primo turno                    | Primo turno                   | Primo turno |  |  | Semifinali                   | Semifinali                     | Semifinali | Semifinali                     | Semifinali                     |   |   | Finale | Finale                       | Finale                       | Finale | Finale |  |
|  |                                |                                |                                |                               |             |  |  |                              |                                |            |                                |                                |   |   |        |                              |                              |        |        |  |
|  |                                | Julie Heldman Betty Stöve      | Julie Heldman Betty Stöve      | Julie Heldman Betty Stöve     | W-O         |  |  |                              |                                |            |                                |                                |   |   |        |                              |                              |        |        |  |
|  | 1                              | Rosie Casals Billie Jean King  | Rosie Casals Billie Jean King  | Rosie Casals Billie Jean King |             |  |  | Julie Heldman Betty Stöve    | Julie Heldman Betty Stöve      | 6          | 4                              | 1                              |   |   |        |                              |                              |        |        |  |
|  | Wendy Overton Val Ziegenfuss   | Wendy Overton Val Ziegenfuss   | 6                              | 1                             | 6           |  |  | Wendy Overton Val Ziegenfuss | Wendy Overton Val Ziegenfuss   | 2          | 6                              | 6                              |   |   |        |                              |                              |        |        |  |
|  | Lesley Hunt Pam Teeguarden     | Lesley Hunt Pam Teeguarden     | 4                              | 6                             | 1           |  |  |                              |                                |            |                                |                                |   |   |        | Wendy Overton Val Ziegenfuss | Wendy Overton Val Ziegenfuss | 7      | 6      |  |
|  | Helen Gourlay Karen Krantzcke  | Helen Gourlay Karen Krantzcke  | Helen Gourlay Karen Krantzcke  | 6                             | 6           |  |  |                              |                                | 2          | J Tegart Dalton Françoise Dürr | J Tegart Dalton Françoise Dürr | 5 | 2 |        |                              |                              |        |        |  |
|  | Wendy Gilchrist Nancy Ornstein | Wendy Gilchrist Nancy Ornstein | Wendy Gilchrist Nancy Ornstein | 2                             | 1           |  |  |                              | Helen Gourlay Karen Krantzcke  | 2          | 7                              | 1                              |   |   |        |                              |                              |        |        |  |
|  | 2                              | J Tegart Dalton Françoise Dürr | 6                              | 5                             | 6           |  |  | 2                            | J Tegart Dalton Françoise Dürr | 6          | 5                              | 6                              |   |   |        |                              |                              |        |        |  |
|  |                                | Kerry Harris Kerry Melville    | 3                              | 7                             | 1           |  |  |                              |                                |            |                                |                                |   |   |        |                              |                              |        |        |  |